# 卡琳·史塔基
卡琳·史塔基（英語：Carlene Starkey，1940年—），美國前女子羽球運動員。她嫁給了前羽球運動員羅德·史塔基。
卡琳·史塔基代表美國參加1963年優霸盃。在對陣英格蘭的決賽中，她與茱蒂·哈希曼一起出賽雙打，先以15:8、18:15擊敗烏蘇拉·史密斯/瑪格麗特·巴蘭德組合，再以15:8、8:15、15:9擊敗珍妮佛·普里查德/艾莉絲·羅傑斯組合，協助美國隊以4-3贏得冠軍。
她與賴瑞·沙本一起在1968年獲得美國羽球公開賽混合雙打冠軍。她也曾多次贏得墨西哥羽球公開賽冠軍，包括女子單打（1974年）、女子雙打（1966年、1967年、1971年、1972年、1974年）、混合雙打（1971年、1974年、1975年）。